# 亚当·哈灵顿
亚当·菲利普·哈灵顿（英語：Adam Philip Harrington，1980年7月5日—），美国NBA联盟前职业篮球运动员。